# Cloud robot
Een cloud robot is een robot die gebruikmaakt van cloudtechnologie om te kunnen profiteren van de reken-, opslag- en communicatiebronnen die de cloud hen biedt. Met betrekking tot fysieke robots is het hierdoor mogelijk om lichtere en goedkopere robots te bouwen die voor de werking afhankelijk is van de cloud. Door inzet van softwarematige robots kunnen taken op verschillende computerprogramma's geautomatiseerd worden uitgevoerd door de robot.

## Geschiedenis
De eerste publicatie van de term 'cloud robots' gebeurde tijdens een presentatie gegeven door James Kuffner tijdens de IEEE/RAS International Conference over humanoïde robots. De titel van deze presentatie was "Cloud-enabled robots". Kuffner presenteerde hier een samenvatting van de belangrijke ontwikkelingen binnen menselijke robotica. Opgevolgd door implicaties van cloud computing voor het separeren van de aansturing van de fysieke robot zelf. Tevens ging hij in op meer software georiënteerde robots door voorbeelden als Google Maps en Google Translate te bespreken waar de data opgeslagen is in de cloud en wijzigingen in de data direct gepubliceerd kunnen worden.
Wereldwijd wordt voorspeld dat in de komende vijf jaar de samengestelde jaarlijkse groei in de cloud-robotmarkt 22,86% zal bedragen. Internationals als Microsoft en IBM investeren in de ontwikkeling van cloud-robottechnologie. CBS publiceerde in 2019 dat de helft van de Nederlandse bedrijven inmiddels gebruik maakt van de cloud. In bijvoorbeeld Nederland staat cloud robotica nog in de kinderschoenen en is het vrijwel enkel beschikbaar voor grote bedrijven die investeren in de ontwikkeling ervan. In april 2019 bracht wel de Nederlandse start-up Crony Robots als eerste cloud robots voor het midden- en klein bedrijf op de markt.

## Eigenschappen
De term 'cloud robots' heeft betrekking tot zowel fysieke robots als softwarematige robots. Fysieke robots kunnen gebruik maken grotere stroom- en rekenvermogens van de externe aansturing omdat deze voorzieningen niet meer in volume gelimiteerd zijn door het verwerken buiten de robot zelf. Softwarematige robots daarnaast kunnen zo geprogrammeerd worden dat ze vrijwel alle taken die volgens vaste logica uitgevoerd worden op de computer kunnen automatiseren.

## Toepassingen
- Autonome mobiele robots
- Medische cloud robots
- Ondersteunende robots
- Industriële cloud robots

## Voor- en nadelen Cloud robots
Enkele voordelen van cloud robots zijn:
- Het in staat zijn, na de juiste programmering, taken foutloos uit te voeren en hiermee de menselijke fout uit productieprocessen te halen.
- Het weghalen van repeterende werkzaamheden uit de taken van werknemers zal de arbeidsvreugde ten goede komen.[5]
- Besparen van kosten op de lange termijn doordat cloud robots een vermindering van arbeidsuren in bedrijfsprocessen faciliteren. Onderzoek toont aan dat werknemers gemiddeld 25% tot 40% bezig zijn met terugkerende handmatige handelingen.[6]

Enkele nadelen zijn:
- De afhankelijkheid aan het online netwerk (cloud) waarmee ze aangestuurd worden. Een hapering in het netwerk of het wegvallen daarvan kan de robot sturingsloos laten.
- Tevens geldt voor fysieke robots die realtime taken moeten uitvoeren dat de data die draadloos verstuurd en ontvangen wordt te belastend kan zijn voor realtime uitvoering van taken.[1]
- De bescherming van veiligheid en privacy. Doordat alle gegevens zijn opgeslagen en worden verwerkt in een datacenter, is dit een relatief eenvoudig doelwit voor bijvoorbeeld malware.